# Gavrílov Possad
Gavrílov Possad - Гаврилов Посад (rus) - és una ciutat de l'óblast d'Ivànovo, a Rússia.

## Història
Gavrílov Posad és mencionat per primer cop en un document jurídic el 1434 amb el nom de Gavrílovskoie. Segurament fou fundada al segle xiii per Vsevolod III i fou anomenada així en honor del seu fill Sviatoslav, el segon nom del qual era Gavriïl. El 1609 el poble esdevingué una slobodà, amb el nom de Gavrílova. El 1789 rebé l'estatus de ciutat i fou rebatejada com Gavrílovski Possad.